# Kreis Luckau
Der Kreis Luckau war ein Kreis in der DDR. Er bestand als Teil des Bezirks Cottbus in der Zeit von 1952 bis 1990. Von 1990 bis 1993 bestand er als Landkreis Luckau im Land Brandenburg der Bundesrepublik Deutschland fort. Sein Gebiet liegt heute hauptsächlich im Landkreis Dahme-Spreewald in Brandenburg. Der Sitz der Kreisverwaltung befand sich in Luckau.

## Geographie
Nachbarkreise
Der Kreis Luckau grenzte im Uhrzeigersinn im Norden beginnend an die Kreise Zossen, Lübben, Calau, Finsterwalde, Herzberg, Jüterbog und Luckenwalde.

## Geschichte
Der Kreis entstand aus dem preußischen Landkreis Luckau. Das Gesetz über die Änderung zur Verbesserung der Kreis- und Gemeindegrenzen vom 28. April 1950 (vergleiche Kreisreformen in der DDR) veränderte die Grenzen des Landkreises:
- zehn Gemeinden kamen zum Landkreis Lübben,
- eine Gemeinde kam zum Landkreis Senftenberg.

Dafür erhielt der Landkreis Luckau:
- drei Gemeinden vom Landkreis Luckenwalde,
- eine Gemeinde vom Landkreis Teltow sowie
- sechs Gemeinden vom Landkreis Senftenberg.

Bei der zweiten Kreisreform, die am 25. Juli 1952 in Kraft trat, wurde der Kreis Finsterwalde aus Teilen des bisherigen Landkreises Luckau neu errichtet. Außerdem fiel die Gemeinde Groß Ziescht an den Kreis Zossen. Am 1. Januar 1957 wechselten die Gemeinden Kolpien und Schöna aus dem Kreis Luckau in den Kreis Herzberg.
Das restliche Territorium blieb bis zum Ende der DDR als Kreis Luckau, ab dem 17. Mai 1990 Landkreis Luckau stabil.
Nach der Wiedervereinigung
Am 6. Dezember 1993 wurden die drei Landkreise Königs Wusterhausen, Luckau und Lübben im Rahmen der brandenburgischen Kreisreform zum Landkreis Dahme-Spreewald mit Sitz in Lübben (Spreewald) vereinigt.

## Kreisangehörige Gemeinden und Städte
Aufgeführt sind alle Orte, die im Kreis Luckau eigenständige Gemeinden waren. Eingerückt sind Gemeinden, die bis zum 5. Dezember 1993 ihre Eigenständigkeit verloren und in größere Nachbargemeinden eingegliedert wurden oder sich mit einer anderen Gemeinde zusammengeschlossen hatten.
- - Alteno (heute Gemeindeteil von Duben), einem Ortsteil der Stadt Luckau, am 15. März 1973 in Duben eingegliedert[4])
  - Altgolßen (heute Gemeindeteil der Stadt Golßen, am 1. Januar 1973 in Golßen eingegliedert[5])
  - Altsorgefeld (im Juli 1961 nach Kemlitz eingemeindet)
  - Beesdau (heute Ortsteil der Gemeinde Heideblick, am 1. Januar 1974 in Görlsdorf eingegliedert[4])
- Bergen (heute Ortsteil der Stadt Luckau)
- Bollensdorf (heute Ortsteil der Gemeinde Ihlow)
- Bornsdorf (heute Ortsteil der Gemeinde Heideblick)
- Cahnsdorf (heute Ortsteil der Stadt Luckau)
- Dahme (Stadt)
  - Damsdorf (am 1. Juni 1964 nach	Glienig eingemeindet)
- Drahnsdorf (Gemeinde)
- Duben (heute Ortsteil der Stadt Luckau)
- Egsdorf (heute Ortsteil der Stadt Luckau)
- Falkenberg (heute Ortsteil der Gemeinde Heideblick)
- Falkenhain (heute Ortsteil der Gemeinde Drahnsdorf)
- Freesdorf (heute Ortsteil der Stadt Luckau)
- Fürstlich Drehna (heute Ortsteil der Stadt Luckau)
- Gebersdorf (heute Ortsteil der Stadt Dahme/Mark)
- Gehren (heute Ortsteil der Gemeinde Heideblick)
  - Gersdorf (heute Gemeindeteil der Stadt Golßen, am 1. Januar 1957 in Zützen eingegliedert[5])
- Gießmannsdorf (heute Ortsteil der Stadt Luckau)
- Glienig (heute Ortsteil der Gemeinde Steinreich)
- Görlsdorf (heute Ortsteil der Stadt Luckau)
- Görsdorf (heute Ortsteil der Gemeinde Dahmetal)
- Golßen (Stadt)
- Goßmar (heute Ortsteil der Gemeinde Heideblick)
  - Hohendorf (am 14. April 1966 nach Sellendorf eingemeindet)
- Jetsch (heute Ortsteil der Gemeinde Kasel-Golzig)
  - Kaden (heute Gemeindeteil im Ortsteil Duben der Stadt Luckau, am 15. März 1973 in Duben eingegliedert[4])
  - Karche (heute Gemeindeteil im Ortsteil Duben der Stadt Luckau, am 1. Januar 1957 zu Karche-Zaacko zusammengeschlossen[4])
- Karche-Zaacko (am 1. Januar 1957 gegründet)
- Kasel-Golzig (Gemeinde)
- Kemlitz (heute Ortsteil der Stadt Dahme/Mark)
- Kreblitz (heute Ortsteil der Stadt Luckau)
  - Krossen (heute Gemeindeteil der Gemeinde Drahnsdorf, am 1. Januar 1974 in Drahnsdorf eingegliedert[5])
- Kümmritz (heute Ortsteil der Stadt Luckau)
- Langengrassau (heute Ortsteil der Gemeinde Heideblick)
  - Liedekahle (heute Gemeindeteil von Dahmetal, am 1. August 1973 in Görsdorf eingegliedert)
- Luckau (Stadt)
- Mahlsdorf (heute Ortsteil der Stadt Golßen)
- Mehlsdorf (heute Ortsteil der Gemeinde Ihlow)
  - Neusorgefeld (heute Gemeindeteil von Walddrehna, einem Ortsteil der Gemeinde Heideblick, am 1. Januar 1961 in Walddrehna eingegliedert[6]
- Niendorf (heute Ortsteil der Gemeinde Ihlow)
  - Paserin (heute Ortsteil der Stadt Luckau, am 1. Januar 1974 in Uckro eingegliedert[4])
  - Pelkwitz (heute Gemeindeteil des Ortsteils Zöllmersdorf der Stadt Luckau, am 1. August 1973 in Zöllmersdorf eingegliedert[4])
  - Pickel (heute Teil von Pitschen-Pickel, Ortsteil der Gemeinde Heideblick, am 1. Januar 1957 zu Pitschen-Pickel zusammengeschlossen[6])
- Pitschen-Pickel (am 1. Januar 1957 gegründet)
  - Pitschen (heute Teil von Pitschen-Pickel, Ortsteil der Gemeinde Heideblick, am 1. Januar 1957 zu Pitschen-Pickel zusammengeschlossen[6])
- Prensdorf (heute Ortsteil der Gemeinde Dahmetal)
- Reichwalde (heute Ortsteil der Gemeinde Bersteland)
  - Riedebeck (heute Ortsteil der Gemeinde Heideblick, am 1. Januar 1974 in Goßmar eingegliedert[6])
- Rietdorf (heute Ortsteil der Gemeinde Ihlow)
- Rosenthal (heute Ortsteil der Stadt Dahme/Mark)
  - Rüdingsdorf (heute Ortsteil der Stadt Luckau, am 1. Januar 1974 in Gießmannsdorf eingegliedert[4])
  - Schäcksdorf (heute Gemeindeteil der Gemeinde Drahnsdorf, am 25. August 1966 in Falkenhain eingegliedert[5])
  - Schenkendorf, am 1. Oktober 1972 in Gliening eingegliedert (heute Gemeindeteil von Steinreich)
- Schiebsdorf (heute Ortsteil der Gemeinde Kasel-Golzig)
- Schlabendorf (heute Ortsteil der Stadt Luckau)
  - Schwarzenburg (heute Ortsteil der Gemeinde Heideblick, am 1. Januar 1974 in Walddrehna eingegliedert[6])
  - Schwebendorf (am 1. Januar 1957 nach Dahme/Mark eingemeindet)
- Sellendorf (heute Ortsteil der Gemeinde Steinreich)
  - Stiebsdorf (1981–1983 devastiert, zuletzt Ortsteil von Fürstlich Drehna, am 6. August 1964 in Fürstlich Drehna eingegliedert[4])
  - Stöbritz (heute Wohnplatz des Ortsteils Willmersdorf-Stöbritz der Stadt Luckau, am 1. Oktober 1962 zu Willmersdorf-Stöbritz zusammengeschlossen[4])
  - Stoßdorf (1963–1964 devastiert, zuletzt Ortsteil von Egsdorf, am 1. Januar 1957 in Egsdorf eingegliedert[4])
- Terpt (heute Ortsteil der Stadt Luckau)
  - Tugam (heute Gemeindeteil von Fürstlich Drehna, einem Ortsteil der Stadt Luckau, am 1. Januar 1961 in Fürstlich Drehna eingegliedert[4])
- Uckro (heute Ortsteil der Stadt Luckau)
- Walddrehna (heute Ortsteil der Gemeinde Heideblick)
- Waltersdorf (heute Ortsteil der Gemeinde Heideblick)
  - Wehnsdorf (heute Ortsteil der Gemeinde Heideblick, am 1. Januar 1974 in Walddrehna eingegliedert[6])
- Weißack (heute Ortsteil der Gemeinde Heideblick)
  - Wentdorf (am 1. Oktober 1962 mit Wildau zur Gemeinde Wildau-Wentdorf zusammengeschlossen)
  - Wierigsdorf (heute Ortsteil der Stadt Luckau, am 14. April 1966 in Gießmannsdorf eingegliedert[4])
  - Wildau (am 1. Oktober 1962 mit Wentdorfzur Gemeinde Wildau-Wentdorf zusammengeschlossen)
- Wildau-Wentdorf (am 1. Oktober 1962 gegründet, heute Ortsteil der Gemeinde Dahmetal)
  - Willmersdorf (heute Wohnplatz des Ortsteils Willmersdorf-Stöbritz der Stadt Luckau, am 1. Oktober 1962 zu Willmersdorf-Stöbritz zusammengeschlossen[4])
  - Wittmannsdorf (heute Ortsteil der Stadt Luckau, am 1. Januar 1957 in Luckau eingegliedert[4])
- Wüstermarke (heute Ortsteil der Gemeinde Heideblick)
  - Zaacko (heute Wohnplatz im Ortsteil Karche-Zaacko der Stadt Luckau, am 1. Januar 1957 zu Karche-Zaacko zusammengeschlossen[4])
- Zagelsdorf (heute Ortsteil der Gemeinde Dahme/Mark)
  - Zauche (heute Gemeindeteil der Gemeinde Kasel-Golzig, am 1. Oktober 1962 in Kasel-Golzig eingegliedert[6])
- Zieckau (heute Ortsteil der Stadt Luckau)
- Zöllmersdorf (heute Ortsteil der Stadt Luckau)
- Zützen (heute Ortsteil der Stadt Golßen)

## Kfz-Kennzeichen
Den Kraftfahrzeugen (mit Ausnahme der Motorräder) und Anhängern wurden von etwa 1974 bis Ende 1990 dreibuchstabige Unterscheidungszeichen, die mit dem Buchstabenpaar ZM begannen, zugewiesen. Die letzte für Motorräder genutzte Kennzeichenserie war ZN 60-01 bis ZN 80-00.
Anfang 1991 erhielt der Landkreis das Unterscheidungszeichen LC. Es wurde bis Ende 1993 ausgegeben. Seit dem 2. Juli 2015 ist es im Landkreis Dahme-Spreewald erhältlich.